# Aeroporto de Gibraltar
Aeroporto Internacional de Gibraltar ou Aeroporto Frente Norte (IATA: GIB, ICAO: LXGB) é o aeroporto civil que serve o território ultramarino britânico de Gibraltar. A pista é de propriedade do Ministério da Defesa para uso pela Força Aérea Real como RAF Gibraltar. Operadores civis utilizar o terminal civil-operado. Serviços de Tráfego Aéreo Nacional segurar o contrato de prestação de navegação aérea serviços no aeroporto. A pista atravessa a avenida principal de Gibraltar, por um túnel para veículos motorizados e pela Avenida para pedestres e ciclistas (Avenida Winston Churchill).

## História
Em 2000 Espanha bloqueou a inclusão do aeroporto de Gibraltar no Céu Único Europeu.